# Paramphidelus
Paramphidelus är ett släkte av rundmaskar. Paramphidelus ingår i familjen Alaimidae.